# Деннис, Сэнди
Са́ндра Дейл (Сэ́нди) Де́ннис (англ. Sandra Dale «Sandy» Dennis; 27 апреля 1937[…], Хейстингс, Небраска — 2 марта 1992[…], Уэстпорт) — американская актриса. Обладательница премии «Оскар» и двух премий «Тони», а также номинантка на «Золотой глобус».

## Биография
Сандра Дейл Деннис родилась 27 апреля 1937 года в городе Хастингс в штате Небраска, в семье секретаря Ивон и почтового клерка Джека Дэнниса. Помимо неё в семье ещё был сын Фрэнк. Её детство прошло в городе Линкольн, где она состояла в местной театральной труппе, а в возрасте 19 лет Дэннис переехала в Нью-Йорк.
В 1956 году Сэнди Деннис дебютировала на телевидении, а в 1961 году она впервые появилась в кино, в фильме «Великолепие в траве». Немного позже началась её карьера в театре и уже в 1963 году она была удостоена премии «Тони», как «Лучшая начинающая актриса», за свою роль в пьесе «Тысяча клоунов». Спустя год она вновь получила «Тони» за роль в «Любой среде». В 1966 году актриса сыграла роль Хани, жену-алкоголичку персонажа Джорджа Сигала, в фильме «Кто боится Вирджинии Вулф?», роль которой принесла ей премию «Оскар» за лучшую женскую роль второго плана. Её последующими успешными ролями стали Сильвия в экранизации романа Бэл Кауфман «Вверх по лестнице, ведущей вниз» (1967), Сара в романтической картине «Сладкий ноябрь» (1968) и Мона в экранизации пьесы Эда Гражика «Приходи ко мне на встречу, Джимми Дин, Джимми Дин» (1982).
В течение долгого времени актриса была вместе с джазовым музыкантом Джерри Маллиганом, с которым рассталась в 1976 году. С 1980 по 1985 год она жила с актёром Эриком Робертсом.
Сэнди Деннис умерла от рака 2 марта 1992 года в Уэстпорте, штат Коннектикут.

## Фильмография

### Кино
| Год  | Русское название                                  | Оригинальное название                            | Роль            | Примечания             |
| ---- | ------------------------------------------------- | ------------------------------------------------ | --------------- | ---------------------- |
| 1961 | Великолепие в траве                               | Splendor in the Grass                            | Кэй             |                        |
| 1966 | Кто боится Вирджинии Вулф?                        | Who’s Afraid of Virginia Woolf?                  | Хани            |                        |
| 1966 | Три сестры                                        | The Three Sisters                                | Ирина           |                        |
| 1967 | Вверх по лестнице, ведущей вниз                   | Up the Down Staircase                            | Сильвия Барретт |                        |
| 1967 | Лис                                               | The Fox                                          | Джилл Бэнфорд   |                        |
| 1968 |                                                   | Teach Me!                                        |                 | Короткометражный фильм |
| 1968 | Сладкий ноябрь                                    | Sweet November                                   | Сара            |                        |
| 1969 | Холодным днём в парке                             | That Cold Day in the Park                        | Фрэнсис Остин   |                        |
| 1969 | Прикосновение любви                               | A Touch of Love                                  | Розамунд        |                        |
| 1970 | Приезжие                                          | The Out of Towners                               | Гвен Келлерман  |                        |
| 1975 | Мистер Сикамор                                    | Mr. Sycamore                                     | Джейн Гвилт     |                        |
| 1976 | Бог велел мне                                     | God Told Me To                                   | Марта Николас   |                        |
| 1977 | Вредные привычки                                  | Nasty Habits                                     | Уинифред        |                        |
| 1981 | Времена года                                      | The Four Seasons                                 | Энн Кэллан      |                        |
| 1982 | Приходи ко мне на встречу, Джимми Дин, Джимми Дин | Come Back to the 5 & Dime Jimmy Dean, Jimmy Dean | Мона            |                        |
| 1988 | Другая женщина                                    | Another Woman                                    | Клэр            |                        |
| 1988 | Телефон дьявола                                   | 976-EVIL                                         | тётя Люси       |                        |
| 1989 | Странные родители                                 | Parents                                          | Милли Дью       |                        |
| 1991 | Бегущий индеец                                    | The Indian Runner                                | миссис Робертс  |                        |

### Телевидение
| Год       | Русское название                  | Оригинальное название              | Роль            | Примечания                                       |
| --------- | --------------------------------- | ---------------------------------- | --------------- | ------------------------------------------------ |
| 1952      | Направляющий свет                 | The Guiding Light                  | Элис Холден #1  |                                                  |
| 1962—1963 | Обнажённый город                  | Naked City                         | разные роли     | 2 эпизода                                        |
| 1963      | Беглец                            | The Fugitive                       | Кэсси Болин     | Эпизод: «The Other Side of the Mountain»         |
| 1964      | Арест и судебное разбирательство  | Arrest and Trial                   | Молли Уайт      | Эпизод: «Somewhat Lower Than the Angels»         |
| 1964      | Мистер Бродвей                    | Mr. Broadway                       | Патриша Келси   | Эпизод: «The Other Side of the Mountain»         |
| 1968      | Шляпа, полная дождя               | A Hatful of Rain                   | Селия Поуп      | Телевизионный фильм                              |
| 1970      | Человек, который хотел жить вечно | The Man Who Wanted to Live Forever | доктор Энид     | Телевизионный фильм                              |
| 1972      | Нечто злое                        | Something Evil                     | Марджори Уолден | Телевизионный фильм                              |
| 1978      | Полицейская история               | Police Story                       | Шэрон Бристол   | Эпизод: «Day of Terror… Night of Fear»           |
| 1978      | Идеальные джентльмены             | Perfect Gentlemen                  | Софи Розенман   | Телевизионный фильм                              |
| 1980      | Награда Уилсона                   | Wilson’s Reward                    | Марта Джеймс    | Телевизионный фильм                              |
| 1985      | Казнь                             | The Execution                      | Эльза Спан      | Телевизионный фильм                              |
| 1985      | Лодка любви                       | The Love Boat                      | Джина Колдуэлл  | Эпизод: «Roommates/Heartbreaker/Out of the Blue» |
| 1985      | Альфред Хичкок представляет       | Alfred Hitchcock Presents          | Хелен           | Эпизод: «Arthur, or the Gigolo»                  |
| 1985      |                                   | Young People’s Specials            | Патриша Бенсон  | Эпизод: «The Trouble with Mother»                |
| 1986      | Уравнитель                        | The Equalizer                      | Кэй Уэсли       | Эпизод: «Out of the Past»                        |

## Награды и номинации
| Ассоциация                             | Год  | Категория                                     | Работа                          | Результат |
| -------------------------------------- | ---- | --------------------------------------------- | ------------------------------- | --------- |
| «Оскар»                                | 1967 | Лучшая женская роль второго плана             | Кто боится Вирджинии Вулф?      | Победа    |
| «Золотой глобус»                       | 1967 | Лучшая женская роль второго плана — кинофильм | Кто боится Вирджинии Вулф?      | Номинация |
| «Золотой глобус»                       | 1971 | Лучшая женская роль — комедия или мюзикл      | Приезжие                        | Номинация |
| «Лорел»                                | 1967 | Лучшее новое женское лицо                     | Кто боится Вирджинии Вулф?      | Победа    |
| «Лорел»                                | 1967 | Лучшая женская роль второго плана             | н/д                             | Победа    |
| «Лорел»                                | 1970 | Лучшая звезда среди женщин                    | н/д                             | Номинация |
| «Лорел»                                | 1971 | Лучшая женская комедийная роль                | Приезжие                        | Номинация |
| Московский международный кинофестиваль | 1967 | Лучшая женская роль                           | Вверх по лестнице, ведущей вниз | Победа    |
| «Театральный мир»                      | 1961 | н/д                                           | Лицо героя                      | Победа    |
| «Тони»                                 | 1963 | Лучшая женская роль второго плана в пьесе     | Тысяча клоунов                  | Победа    |
| «Тони»                                 | 1964 | Лучшая женская роль в пьесе                   | Каждую среду                    | Победа    |